# Greisdorf
Greisdorf là một đô thị thuộc huyện Deutschlandsberg thuộc bang Steiermark, nước Áo. Đô thị Greisdorf có diện tích 26,32 km², dân số thời điểm năm 2005 là 1029 người.